# 七つの秘蹟の祭壇画
『七つの秘蹟の祭壇画』（ななつのひせきのさいだんが、蘭: De Zeven Sacramenten、英: Seven Sacraments Altarpiece）は、初期フランドル派の巨匠ロヒール・ファン・デル・ウェイデンとその工房が板上に油彩で制作した三連祭壇画である。1440年から1445年の間に、おそらくポリニー (フランス) の教会のために制作された作品であるが、マックス・フリードレンダーは、トゥルネーの司教のジャン・シュヴロ (Jean Chevrot) により委嘱されたと主張した。作品は、1841年にフロレント・ファン・エルトボルン (Florent van Ertborn) によりアントワープ王立美術館に寄贈された。

## 作品
本作の主題は、ローマ・カトリック教会の七つの秘蹟である。中央パネルには「聖体」の秘蹟が、左側パネルには「洗礼」、「堅信」、「ゆるし」の秘蹟が、右側パネルには「叙階」、「婚姻」、「病者の塗油」(終油) の秘蹟が表されている (プロテスタントは、「洗礼」と「聖体」の秘蹟のみを認める)。初期ネーデルラント絵画において、これら七つの秘蹟は祭壇画の主題として大変魅力のあるものだったようであり、本作はその例の1つである。
中央パネル (おそらく祭壇画中、唯一ファン・デル・ウェイデンの手になるもの) にゴシックの大聖堂を背景にして磔刑像が描かれているのは、おそらく教会のキリストへの従属を表すためであろう。前景の「磔刑」が画面の中心を占め、背景には「聖体」の秘蹟が描かれている。中央パネルの出来事の重要性は、人物たちが左右両翼パネルの人物たちよりも大きく描かれていることによって示されている。福音書記者聖ヨハネと、悲しみに打ちひしがれている3人のマリアによって表されている感情の表現は、ファン・デル・ウェイデンの作品の特徴である。
天使たちが巻物を持って、それぞれの秘蹟の上を飛翔している。天使たちの服の色は、洗礼の白から病者の塗油の黒まで秘蹟に合わせられている。左右両翼パネルは、作品が完成される直前に追加された何人かの頭部の肖像とともに祭壇画の依頼者たちを描いている。左翼パネルには、堅信の秘蹟を行っている司教ジャン・シュヴロが表されている。何人かの人物は、実際の人物をモデルに、初めは錫の薄い小片に描かれ、後に画面に貼り付けられている。
なお、2つの盾型紋章 (依頼者シュヴロと、彼が司教を務めたトゥルネーのもので、左は金色の草原上の漆黒山形紋で、右は漆黒の草原上の銀色の塔) が内側の額縁の三角小間に描かれている。